# Eleições estaduais no Pará em 2014
As eleições estaduais no Pará em 2014 foram realizadas em 05 de outubro (1º turno) e 26 de outubro (2º turno), como parte das eleições gerais no Brasil. Os eleitores aptos a votaram elegeram o Presidente da República, Governador do Estado e um senador, além de 17 Deputados Federais e 41 Deputados Estaduais.
Os principais candidatos a governador são: Simão Jatene (PSDB), Helder Barbalho (PMDB), Marco Carrera (PSOL) e José Carlos Lima (PV). Como nenhum dos candidatos a governador obteve mais da metade dos votos válidos, um segundo turno foi realizado entre Simão Jatene e Helder Barbalho, sendo Jatene o vitorioso deste pleito.

## Sobre o resultado do primeiro turno para governador
As eleições estaduais de 2014 trouxeram dois candidatos postulantes ao Governo do Estado do Pará que travaram uma intensa batalha política durante o período eleitoral. Em todas a pesquisas de primeiro turno, os candidatos Simão Jatene (PSDB) e Helder Barbalho  (MDB) estavam com empate técnico. O resultado foi surpreendente, Helder Barbalho terminou o primeiro turno com 49,88% dos votos válidos e por pouco não foi eleito de primeira, enquanto Jatene que tentava a reeleição também conseguiu uma expressiva votação alcançando 48,48% dos votos. Com esse resultado, este pleito é um dos mais acirrados da história da Política do Pará.

## Regras

### Governador e Vice-governador
No geral, as regras para as eleições presidenciais também se aplicam às estaduais. Isto é, as eleições possuem dois turnos e se nenhum dos candidatos alcança maioria absoluta dos votos válidos, um segundo turno entre os dois mais votados acontece. Todos os candidatos com cargos executivos devem renunciar até 5 de abril, para poderem disputar.

### Senador
Conforme rodízio previsto para as eleições ao Senado, em 2014,  será disputada apenas uma vaga por estado com mandato de 8 anos. O candidato mais votado é eleito, não havendo segundo turno para as eleições legislativas.

## Candidatos a governador[1]
Simão Jatene (PSDB):  O PSDB anunciou na Convenção Estadual em Belém, o nome do governador Simão Jatene para concorrer à reeleição na votação de outubro. O deputado federal Zequinha Marinho, do PSC, compõe a chapa como candidato a vice-governador.
Durante a convenção, Jatene anunciou que pretende continuar os investimentos em saúde, educação e segurança. O governador também disse que é preciso aumentar a atenção básica à saúde e projetos sociais, além de aumentar a confiabilidade do estado para gerar empregos através do investimento de empresas privadas.
Simão Robison Oliveira Jatene é economista e atual governador do Pará. Foi secretário de planejamento em duas ocasiões e concorreu pela primeira vez ao governo em 2002, quando foi eleito. Após os quatro anos de mandato, Jatene não disputou reeleição. Em 2010, foi novamente eleito para o cargo.
Helder Barbalho (PMDB): O PMDB anunciou na Convenção Estadual em Belém, o nome do administrador Helder Barbalho para concorrer ao governo do Pará nas eleições de outubro. O candidato a vice será o deputado Lira Maia, do DEM.
De acordo Helder, caso seja eleito, o foco de sua gestão será nas pessoas, para que o Pará cresça e se desenvolva como o restante do país. Helder disse que, se eleito, irá viajar bastante pelo estado para entender as diferenças entre as regiões do Pará, atendendo primariamente demandas de saúde, educação e segurança pública. O candidato anunciou também que o PMDB irá apoiar a candidatura do petista Paulo Rocha ao senado.
Helder Zahluth Barbalho é vice-presidente do PMDB, ao qual se filiou em 1997. Antes de concorrer ao governo do estado, Helder foi eleito vereador de Ananindeua em 2000, renunciando ao cargo para disputar como estadual nas eleições de 2002o. Após vencer a disputa, concorreu ao cargo de prefeito de Ananindeua, foi eleito e concorreu novamente em 2008, vencendo pela segunda vez.
Marco Carrera (PSOL): Inicialmente, a ex-deputada estadual Araceli Lemos havia sido definida pelo diretório estadual do partido em fevereiro de 2014. Porém, acabou desistindo para cuidar de problemas de saúde. No dia 26 de junho, foi definida na Convenção Estadual do PSOL que o sociólogo Marco Carrera concorrerá ao governo estadual. Segundo o partido, o candidato a vice-governador ainda está sendo negociado com o PSTU, que irá compor a coligação Frente de Esquerda.
È a primeira vez que Marco Carrera concorre a um cargo eletivo. O professor tem 47 anos, nasceu em Belém e se graduou em sociologia pela Universidade Federal do Pará. Ele é casado e tem dois filhos. O candidato atua como professor na rede pública e exerce cargo técnico na Secretaria de Estado de Meio Ambiente (Sema), além de ocupar cargo de coordenação no Sindicato dos Trabalhadores e Trabalhadoras da Gestão Ambiental do Estado do Pará e ser membro do Conselho Estadual de Meio Ambiente.
José Carlos Lima (PV): O PV confirmou na convenção do partido o nome do advogado José Carlos Lima, o Zé Carlos do PV, para concorrer ao governo do Pará nas eleições de outubro. O candidato a vice, que irá compor a chapa de Zé Carlos, ainda não foi anunciado.
Durante o evento, Zé Carlos disse que planeja manter uma relação de parceria com as cadeias produtivas de madeira e minério, gerando emprego e renda de forma sustentável. Ele apontou que uma grande quantidade de paraenses vive abaixo da linha de pobreza ou em situação de encarceramento, e propôs um programa de integração social através do esporte, cultura e educação.
O candidato do PV nasceu em 20 de agosto de 1957 e é formado em direito pela Universidade da Amazônia. Na década de 70, trabalhou como tipógrafo e se envolveu com o movimento sindical. Se filiou ao PT em 1981 e chegou a ser vereador pelo partido. Disputou as eleições de 1992 como candidato a prefeito e cumpriu dois mandatos como deputado estadual. Zé Carlos também trabalhou como Chefe da Casa Civil do governo e exerceu o cargo de Secretário Especial de Promoção Social. Recentemente atuou como secretário de meio-ambiente de Belém e membro da Comissão de Meio Ambiente da OAB.
Elton Braga (PRTB): O PRTB confirmou na convenção do partido o nome do administrador Elton Braga para concorrer ao governo do Pará nas eleições de outubro. O candidato a vice, que irá compor a chapa de do partido, ainda não foi anunciado.
Segundo o candidato, o principal problema do Pará é a baixa capacidade de investimento do estado. Elton critiou a Lei Kandir, que concede benefícios fiscais para produtos exportados, e disse que o governador precisa ter coragem para propor uma reforma administrativa em órgãos de administração direta e indireta, já que a estrutura atual do governo gera um alto impacto nas contas públicas por conta do pagamento da folha salarial.
Apesar de ter nascido em Belém, Elton se define como um candidato do interior do estado. O administrador tem 44 anos, morou em Tucuruí e atualmente reside em Parauaopebas. Ele já concorreu aos cargos de vereador, deputado estadual e deputado federal, mas nunca foi eleito.
Marco Antônio (PCB): O PCB anunciou, na convenção estadual do partido, o nome do administrador Marco Antônio Nascimento Ramos para concorrer ao governo do Pará nas eleições de outubro. O candidato ao cargo de vice-governador será Luis Menezes.
O anúncio da sua candidatura foi no Distrito Industrial de Ananindeua. Segundo o partido, o PCB não irá realizar coligações, e tem como plataforma uma maior participação popular na gestão, a valorização do trabalhador, a reforma agrária e a diminuição da concentração de renda no estado.
| Candidato a governador | Candidato a vice-governador | Número Eleitoral | Coligação                                                                                       | Tempo de horário eleitoral |
| ---------------------- | --------------------------- | ---------------- | ----------------------------------------------------------------------------------------------- | -------------------------- |
| Simão Jatene PSDB      | Zequinha Marinho PSC        | 45               | Juntos Com o Povo PSDB, PSC, PSD, PSB, PP, PPS, SD, PTB, PRB, PEN, PMN, PTC, PSDC e PRP e PTdoB | 07min22seg                 |
| Helder Barbalho PMDB   | Lira Maia DEM               | 15               | Todos pelo Pará PMDB, DEM, PT, PDT, PR, PCdoB, PROS, PPL, PSL, PHS e PTN                        | 07min49seg                 |
| Marco Carrera PSOL     | Benedita Amaral PSTU        | 50               | Frente de Esquerda - Mudança pra valer. PSOL e PSTU                                             | 01min11seg                 |
| José Carlos Lima PV    | Raimundo Salame PV          | 43               | - PV                                                                                            | 01min22seg                 |
| Elton Braga PRTB       | Doutor Josenildo PRTB       | 28               | - PRTB                                                                                          | 01min08seg                 |
| Marco Antônio PCB      | Luís Menezes PCB            | 21               | - PCB                                                                                           | 01min06seg                 |

### Coligações proporcionais

#### Deputado federal
A Força da Nossa Gente (PRB / SD)
Avança Pará (PMN / PEN / PRP)
Frente de esquerda - Mudança pra valer (PSOL / PSTU)
Defendendo o Pará (PR / DEM / PHS / PROS / PCdoB / PSL / PDT / PPL)
União Pelo Pará (PSDB / PSD / PSB / PP / PSC / PTB / PPS / PTdoB /PTC)
Todos Pelo Pará II (PMDB / PT)
Sem coligação (PTN / PCB /  PSDC / PRTB / PV)

#### Deputado estadual
A Força da Nossa Gente II (PRB / PSDC / PMN / PRP / SD / PEN)
Frente de esquerda - Mudança pra valer (PSOL / PSTU)
Pra Frente Pará (PSDB / PSD / PTB / PP)
União Pelo Pará (PR / PHS / PROS)
Todos pelo Pará II (PMDB / PT)
PDT - PPL - PTN - PSL (PDT / PPL / PTN / PSL)
Sem coligação (PCB / PPS / DEM / PRTB / PTC / PSB / PV / PCdoB)

## Candidatos a senador
Helenilson Pontes (PSD): O Vice governador do Pará, foi lançado pelo PSD como candidato a uma vaga pelo senado paraense. O candidato tem como 1º suplemente Fernando Yamada.
Mário Couto (PSDB): Eleito senador em 2006, Mário Couto irá disputar a reeleição pelo cargo do senado pelo PSDB.
Paulo Rocha (PT): Mesmo após ter sua candidatura cassada pelo TSE, e ficar envolvido no escândalo do mensalão, o ex deputado Paulo Rocha irá tentar uma vaga pelo senado paraense, o candidato tem o apoio do PMDB.
Jefferson Lima (PP): O Radialista e apresentador Jefferson Lima é o candidato do PP para o senado, tentou uma vaga em 2012 nas eleições para prefeito de Belém, mas acabou ficando em 3º lugar.
Duciomar Costa (PTB): O Ex-prefeito de Belém e eleito senador em 2002 Duciomar Costa, irá tentar uma reeleição no senado pelo PTB.
Pedrinho Maia (PSOL): O PSOL apostou em Pedrinho Maia ao senado.
Professor Simão (PV): O PV apostou em Professor Simão ao senado.
Renato Rolim (PCB): O PCB apostou em Renato Rolim ao senado.
Eliezer Barros (PRTB): O PRTB apostou em Eliezer Barros ao senado.
Angela Azevedo (PSTU): O PSTU apostou em Angela Azevedo ao senado
Marcela Tolentino (SD):  O Partido Solidariedade decidiu apostar na Enfermeira Marcela Tolentino para o senado
| Candidato a senador   | 1º Suplente         | 2º Suplente           | Número Eleitoral | Coligação                                                                |
| --------------------- | ------------------- | --------------------- | ---------------- | ------------------------------------------------------------------------ |
| Helenilson Pontes PSD | Fernando Yamada PSD | Alessando Mariano PSD | 555              | - PSD, PSC, PTC, PRP, PPS, PSB                                           |
| Mário Couto PSDB      | Ronilson Sena PSDB  | Gervasio Camilo PSDB  | 456              | - PSDB                                                                   |
| Paulo Rocha PT        | Valdir Ganzer PT    | Ibanes Taveira PDT    | 131              | Todos pelo Pará PMDB, DEM, PT, PDT, PR, PCdoB, PROS, PPL, PSL, PHS e PTN |
| Jefferson Lima PP     | Ivanildo Pontes PP  | Bruno Soares PP       | 111              | - PP                                                                     |
| Duciomar Costa PTB    | Quaresma PTB        | Marcio Rocha PTB      | 141              | - PTB                                                                    |
| Marcela Tolentino SD  | Angelo Raiol SD     | Gilberto Lima SD      | 777              | - SD, PRB                                                                |
| Pedrinho Maia PSOL    | Charles Aviz PSOL   | Maike Vieira PSOL     | 500              | - PSOL                                                                   |
| Eliezer Barros PRTB   | Alexande Maués PRTB | Marcio Sherlo PRTB    | 280              | - PRTB                                                                   |
| Professor Simão PV    | Rodrigo Vianna PV   | Antonio Ramos PV      | 433              | - PV                                                                     |
| Angela Azevedo PSTU   | Roberto Santos PSTU | Silvio Ribeiro PSTU   | 161              | - PSTU                                                                   |
| Renato Rolin PCB      | Gildo Brito PCB     | Luis Costa PCB        | 210              | - PCB                                                                    |

## Pesquisas de intenção de voto

### Governador
1º turno
| Data            | Instituto | Candidato           | Candidato              | Candidato                     | Candidato            | Candidato            | Candidato          | Candidato        | Candidato          | Candidato |
| Data            | Instituto | Simão Jatene (PSDB) | Helder Barbalho (PMDB) | Marco Antonio (PCB) Impugnado | Zé Carlos do PV (PV) | Marco Carrera (PSOL) | Elton Braga (PRTB) | Brancos ou Nulos | Nenhum ou Não sabe |           |
| --------------- | --------- | ------------------- | ---------------------- | ----------------------------- | -------------------- | -------------------- | ------------------ | ---------------- | ------------------ | --------- |
| 11 a 14/08/2014 | Ibope     | 37%                 | 38%                    | 3%                            | 3%                   | 2%                   | 2%                 | 6%               | 9%                 |           |
| 24 a 27/08/2014 | Ibope     | 40%                 | 40%                    | 1%                            | 2%                   | 2%                   | 1%                 | 5%               | 9%                 |           |
| 08 a 11/09/2014 | Ibope     | 42%                 | 38%                    | 2%                            | 1%                   | 1%                   | 1%                 | 5%               | 10%                |           |
| 01 a 03/10/2014 | Ibope     | 41%                 | 42%                    | 1%                            | 1%                   | 2%                   | 1%                 | 6%               | 5%                 |           |

2º turno
| 16 de Outubro | Ibope Votos Totais  | 45% | 48% | 3% | 4% |
| 16 de Outubro | Ibope Votos Válidos | 48% | 52% | -  | -  |
| 25 de Outubro | Ibope Votos Totais  | 47% | 47% | 4% | 2% |
| 25 de Outubro | Ibope Votos Válidos | 50% | 50% | -  | -  |

### Senador
| Data            | Instituto | Candidato          | Candidato        | Candidato                      | Candidato           | Candidato            | Candidato               | Candidato             | Candidato             | Candidato            | Candidato                    | Candidato        | Candidato          |
| Data            | Instituto | Mario Couto (PSDB) | Paulo Rocha (PT) | Duciomar Costa (PTB) Impugnado | Jefferson Lima (PP) | Professor Simão (PV) | Helenilson Pontes (PSD) | Angela Azevedo (PSTU) | Eliezer Barros (PRTB) | Pedrinho Maia (PSOL) | Renato Rolim (PCB) Impugnado | Brancos ou Nulos | Nenhum ou Não sabe |
| --------------- | --------- | ------------------ | ---------------- | ------------------------------ | ------------------- | -------------------- | ----------------------- | --------------------- | --------------------- | -------------------- | ---------------------------- | ---------------- | ------------------ |
| 11 a 14/08/2014 | Ibope     | 16%                | 16%              | 14%                            | 13%                 | 5%                   | 4%                      | 3%                    | 1%                    | 1%                   | 1%                           | 9%               | 16%                |
| 24 a 27/08/2014 | Ibope     | 17%                | 23%              | 7%                             | 13%                 | 2%                   | 4%                      | 2%                    | 0%                    | 1%                   | 1%                           | 8%               | 21%                |
| 08 a 11/09/2014 | Ibope     | 17%                | 23%              | 9%                             | 14%                 | 2%                   | 4%                      | 1%                    | 1%                    | 1%                   | 0%                           | 7%               | 20%                |
| 01 a 03/10/2014 | Ibope     | 14%                | 30%              | 7%                             | 17%                 | 1%                   | 4%                      | 1%                    | 0%                    | 1%                   | 0%                           | 7%               | 17%                |

## Resultados

### Governador
| Candidato(a)           | Vice                    | 1º turno 5 de outubro de 2014 | 1º turno 5 de outubro de 2014 |                    |                    |
| Candidato(a)           | Vice                    | Votação Fonte: TSE            | Votação Fonte: TSE            | Votação Fonte: TSE | Votação Fonte: TSE |
| Candidato(a)           | Vice                    | Total                         | Percentagem                   |                    |                    |
| ---------------------- | ----------------------- | ----------------------------- | ----------------------------- | ------------------ | ------------------ |
| Helder Barbalho (PMDB) | Lira Maia (DEM)         | 1.795.992                     | 49,88%                        |                    |                    |
| Simão Jatene (PSDB)    | Zequinha Marinho (PSC)  | 1.745.442                     | 48,48%                        |                    |                    |
| José Carlos Lima (PV)  | Raimundo Salame (PV)    | 44.247                        | 1,23%                         |                    |                    |
| Elton Braga (PRTB)     | Josenildo Santos (PRTB) | 16.878                        | 0,43%                         |                    |                    |
| Marco Carrera (PSOL)   | Benedita Amaral (PSTU)  | 0                             | 0,00%                         |                    |                    |
| Marco Antônio (PCB)    | Luís Menezes (PCB)      | 0                             | 0,00%                         |                    |                    |
| Total de votos válidos | Total de votos válidos  | 3.600.393                     | 87,99%                        |                    |                    |
| → Votos em branco      | → Votos em branco       | 135.202                       | 3,30%                         |                    |                    |
| → Votos nulos          | → Votos nulos           | 356.248                       | 8,71%                         |                    |                    |
| Total                  | Total                   | 4.091.843                     | 78,91%                        |                    |                    |
| Abstenções             | Abstenções              | 1.094.107                     | 21,10%                        |                    |                    |
| Total de inscritos     | Total de inscritos      | 5.185.950                     | 100,00%                       |                    |                    |

| Candidato(a)           | Vice                   | 2º turno 26 de outubro de 2014 | 2º turno 26 de outubro de 2014 |                    |                    |
| Candidato(a)           | Vice                   | Votação Fonte: TSE             | Votação Fonte: TSE             | Votação Fonte: TSE | Votação Fonte: TSE |
| Candidato(a)           | Vice                   | Total                          | Percentagem                    |                    |                    |
| ---------------------- | ---------------------- | ------------------------------ | ------------------------------ | ------------------ | ------------------ |
| Simão Jatene (PSDB)    | Zequinha Marinho (PSC) | 1.858.869                      | 51,92%                         |                    |                    |
| Helder Barbalho (PMDB) | Lira Maia (DEM)        | 1.721.479                      | 48,08%                         |                    |                    |
| Total de votos válidos | Total de votos válidos | 3.580.348                      | 92,32%                         |                    |                    |
| → Votos em branco      | → Votos em branco      | 57.204                         | 1,48%                          |                    |                    |
| → Votos nulos          | → Votos nulos          | 240.437                        | 6,20%                          |                    |                    |
| Total                  | Total                  | 3.877.989                      | 100,00%                        |                    |                    |
| Abstenções             | Abstenções             | 1.308.042                      | 25,22%                         |                    |                    |
| Total de inscritos     | Total de inscritos     | 5.186.031                      | 100,00%                        |                    |                    |

| Primeiro Turno - Esquema Gráfico | Primeiro Turno - Esquema Gráfico | Primeiro Turno - Esquema Gráfico | Primeiro Turno - Esquema Gráfico | Primeiro Turno - Esquema Gráfico |
| -------------------------------- | -------------------------------- | -------------------------------- | -------------------------------- | -------------------------------- |
|                                  |                                  |                                  |                                  |                                  |
| Helder Barbalho                  | Helder Barbalho                  |                                  | 49,88%                           | 49,88%                           |
| Simão Jatene                     | Simão Jatene                     |                                  | 48,48%                           | 48,48%                           |
| Zé Carlos                        | Zé Carlos                        |                                  | 1,23%                            | 1,23%                            |
| Elton Braga                      | Elton Braga                      |                                  | 0,41%                            | 0,41%                            |
| Marco Antonio                    | Marco Antonio                    |                                  | 0,00%                            | 0,00%                            |
| Marco Carrera                    | Marco Carrera                    |                                  | 0,00%                            | 0,00%                            |
| Brancos e Nulos                  | Brancos e Nulos                  |                                  | 3,30%                            | 3,30%                            |
| Abstenções                       | Abstenções                       |                                  | 21,10%                           | 21,10%                           |

| Segundo Turno - Esquema Gráfico | Segundo Turno - Esquema Gráfico | Segundo Turno - Esquema Gráfico | Segundo Turno - Esquema Gráfico | Segundo Turno - Esquema Gráfico |
| ------------------------------- | ------------------------------- | ------------------------------- | ------------------------------- | ------------------------------- |
|                                 |                                 |                                 |                                 |                                 |
| Simão Jatene                    | Simão Jatene                    |                                 | 51,92%                          | 51,92%                          |
| Helder Barbalho                 | Helder Barbalho                 |                                 | 48,08%                          | 48,08%                          |
| Brancos e Nulos                 | Brancos e Nulos                 |                                 | 7,68%                           | 7,68%                           |
| Abstenções                      | Abstenções                      |                                 | 25,22%                          | 25,22%                          |

### Senador
| Candidato               | 5 de outubro de 2014 | 5 de outubro de 2014 |
| Candidato               | Votação              | Votação              |
| Candidato               | Total                | Percentagem          |
| ----------------------- | -------------------- | -------------------- |
| Paulo Rocha (PT)        | 1.566.305            | 46,30%               |
| Jefferson Lima (PP)     | 741.427              | 21.92%               |
| Mário Couto (PSDB)      | 624.401              | 18.46%               |
| Helenilson Pontes (PSD) | 313.525              | 9.27%                |
| Marcela Tolentino (SD)  | 94.387               | 2.79%                |
| Pedrinho Maia (PSOL)    | 28.547               | 0.84%                |
| Professor Simão (PV)    | 14.058               | 0.42%                |
| Duciomar Costa (PTB)    | 0                    | 0.00%                |
| Angela Azevedo (PSTU)   | 0                    | 0.00%                |
| Renato Rolin (PCB)      | 0                    | 0.00%                |
| Eliezer Barros (PRTB)   | 0                    | 0.00%                |
| Total de votos válidos  | 3.382.695            | 82.67%               |
| → Votos em branco       | 268.270              | 6.56%                |
| → Votos nulos           | 440.878              | 10.77%               |
| Total                   | 4.091.843            | 78.90%               |
| Abstenções              | 1.094.107            | 21.10%               |
| Total de inscritos      | 5.185.950            | 100.00%              |

 
|
| Senador - Esquema Gráfico | Senador - Esquema Gráfico | Senador - Esquema Gráfico | Senador - Esquema Gráfico | Senador - Esquema Gráfico |
| ------------------------- | ------------------------- | ------------------------- | ------------------------- | ------------------------- |
|                           |                           |                           |                           |                           |
| Paulo Rocha               | Paulo Rocha               |                           | 46,30%                    | 46,30%                    |
| Jefferson Lima            | Jefferson Lima            |                           | 21,92%                    | 21,92%                    |
| Mário Couto               | Mário Couto               |                           | 18,46%                    | 18,46%                    |
| Helenilson Pontes         | Helenilson Pontes         |                           | 9,27%                     | 9,27%                     |
| Marcela Tolentino         | Marcela Tolentino         |                           | 2,79%                     | 2,79%                     |
| Pedrinho Maia             | Pedrinho Maia             |                           | 0,84%                     | 0,84%                     |
| Professor Simão           | Professor Simão           |                           | 0,42%                     | 0,42%                     |
| Duciomar Costa            | Duciomar Costa            |                           | 0,00%                     | 0,00%                     |
| Angela Azevedo            | Angela Azevedo            |                           | 0,00%                     | 0,00%                     |
| Renato Rolin              | Renato Rolin              |                           | 0,00%                     | 0,00%                     |
| Eliezer Barros            | Eliezer Barros            |                           | 0,00%                     | 0,00%                     |
| Brancos e Nulos           | Brancos e Nulos           |                           | 6,56%                     | 6,56%                     |
| Abstenções                | Abstenções                |                           | 21,10%                    | 21,10%                    |

## Deputados federais eleitos
Foram eleitos dezessete (17) deputados federais pelo estado.

Representação eleita
  PSD: 3
  PMDB: 3
  PT: 2
  PSDB: 1
  PSOL: 1
  PR: 1
  SD: 1
  PTB: 1
  PROS: 1
  PSC: 1
  DEM: 1
  PPS: 1

Fonteː
| Candidato (a)              | Nº   | Coligação                                                             | Votos   | %     |
| -------------------------- | ---- | --------------------------------------------------------------------- | ------- | ----- |
| Éder Mauro (PSD)           | 5500 | União pelo Pará PSDB / PSD / PSB / PP / PSC / PTB / PPS / PTdoB / PTC | 265.983 | 7,08% |
| Nilson Pinto (PSDB)        | 4590 | União pelo Pará PSDB / PSD / PSB / PP / PSC / PTB / PPS / PTdoB / PTC | 193.573 | 5,15% |
| Edmilson Rodrigues (PSOL)  | 5050 | Frente de Esquerda - Mudança pra Valer PSOL / PSTU                    | 170.604 | 4,54% |
| Lúcio Vale (PR)            | 2222 | Defendendo o Pará DEM / PR / PDT / PROS / PCdoB / PHS / PSL / PPL     | 148.163 | 3,94% |
| Beto Faro (PT)             | 1313 | Todos pelo Pará II PMDB / PT                                          | 142.970 | 3,81% |
| Wladimir Costa (SD)        | 7777 | A força da nossa gente PRB / SD                                       | 141.213 | 3,76% |
| Josué Bengtson (PTB)       | 1456 | União pelo Pará PSDB / PSD / PSB / PP / PSC / PTB / PPS / PTdoB / PTC | 122.995 | 3,27% |
| José Priante (PMDB)        | 1555 | Todos pelo Pará II PMDB / PT                                          | 122.348 | 3,26% |
| José Geraldo Torres (PT)   | 1321 | Todos pelo Pará II PMDB / PT                                          | 105.151 | 2,80% |
| Beto Salame (PROS)         | 9010 | Defendendo o Pará DEM / PR / PDT / PROS / PCdoB / PHS / PSL / PPL     | 93.524  | 2,49% |
| Elcione Barbalho (PMDB)    | 1515 | Todos pelo Pará II PMDB / PT                                          | 87.632  | 2,33% |
| Júlia Marinho (PSC)        | 2020 | União pelo Pará PSDB / PSD / PSB / PP / PSC / PTB / PPS / PTdoB / PTC | 86.949  | 2,31% |
| Hélio Leite (DEM)          | 2525 | Defendendo o Pará DEM / PR / PDT / PROS / PCdoB / PHS / PSL / PPL     | 85.194  | 2,27% |
| Simone Morgado (PMDB)      | 1588 | Todos pelo Pará II PMDB / PT                                          | 76.510  | 2,04% |
| Joaquim Passarinho (PSD)   | 5555 | União pelo Pará PSDB / PSD / PSB / PP / PSC / PTB / PPS / PTdoB / PTC | 76.148  | 2,03% |
| Arnaldo Jordy (PPS)        | 2323 | União pelo Pará PSDB / PSD / PSB / PP / PSC / PTB / PPS / PTdoB / PTC | 70.950  | 1,89% |
| Francisco Chapadinha (PSD) | 5577 | União pelo Pará PSDB / PSD / PSB / PP / PSC / PTB / PPS / PTdoB / PTC | 63.671  | 1,70% |

Obs.: A tabela acima mostra somente os deputados federais eleitos.

## Deputados estaduais eleitos
Foram eleitos 41 deputados estaduais pelo estado.

Representação eleita
  PMDB: 8
  PSDB: 6
  PSD: 3
  PR: 3
  PT: 3
  DEM: 2
  PTB: 2
  SD: 2
  PSB: 2
  PSC: 2
  PEN: 1
  PPS: 1
  PRB: 1
  PPL: 1
  PP: 1
  PROS: 1
  PDT: 1
  PCdoB: 1

Fonteː
| Candidato (a)               | Nº    | Coligação                                                   | Votos  | %     |
| --------------------------- | ----- | ----------------------------------------------------------- | ------ | ----- |
| Márcio Miranda (DEM)        | 25123 | DEM                                                         | 82.738 | 2,20% |
| Cilene Couto (PSDB)         | 45112 | Pra frente Pará PSDB / PSD / PP / PTB                       | 72.750 | 1,94% |
| Júnior Ferrari (PSD)        | 55500 | Pra frente Pará PSDB / PSD / PP / PTB                       | 63.752 | 1,70% |
| Luth Rebelo (PSDB)          | 45111 | Pra frente Pará PSDB / PSD / PP / PTB                       | 51.345 | 1,37% |
| Neil Duarte (PSD)           | 55000 | Pra frente Pará PSDB / PSD / PP / PTB                       | 50.990 | 1,36% |
| Ana Cunha (PSDB)            | 45130 | Pra frente Pará PSDB / PSD / PP / PTB                       | 50.491 | 1,34% |
| Martinho Carmona (PMDB)     | 15456 | Todos pelo Pará II PMDB / PT                                | 45.736 | 1,22% |
| Junior Hage (PR)            | 22345 | União pelo povo do Pará PR / PROS / PHS                     | 45.483 | 1,21% |
| Fernando Coimbra (PSD)      | 55123 | Pra frente Pará PSDB / PSD / PP / PTB                       | 44.943 | 1,20% |
| Raimundo Santos (PEN)       | 51234 | A força da nossa gente II PRB / SD / PEN / PRP / PMN / PSDC | 44.452 | 1,18% |
| Eduardo Costa (PTB)         | 14444 | Pra frente Pará PSDB / PSD / PP / PTB                       | 43.783 | 1,17% |
| Eliane Lima (PSDB)          | 45555 | Pra frente Pará PSDB / PSD / PP / PTB                       | 42.724 | 1,14% |
| Tião Miranda (PTB)          | 14000 | Pra frente Pará PSDB / PSD / PP / PTB                       | 41.147 | 1,10% |
| Hilton Aguiar (SD)          | 77123 | A força da nossa gente II PRB / SD / PEN / PRP / PMN / PSDC | 40.435 | 1,08% |
| Carlos Bordalo (PT)         | 13130 | Todos pelo Pará II PMDB / PT                                | 40.163 | 1,07% |
| Celso Sabino (PSDB)         | 45678 | Pra frente Pará PSDB / PSD / PP / PTB                       | 39.929 | 1,06% |
| Sidney Rosa (PSB)           | 40456 | PSB                                                         | 39.614 | 1,05% |
| Cássio Andrade (PSB)        | 40111 | PSB                                                         | 38.362 | 1,02% |
| Thiago Araújo (PPS)         | 23333 | PPS                                                         | 38.346 | 1,02% |
| Renato Ogawa (PR)           | 22222 | União pelo povo do Pará PR / PROS / PHS                     | 37.701 | 1,00% |
| Divino dos Santos (PRB)     | 10147 | A força da nossa gente II PRB / SD / PEN / PRP / PMN / PSDC | 36.628 | 0,98% |
| João Chamon Neto (PMDB)     | 15100 | Todos pelo Pará II PMDB / PT                                | 35.413 | 0,94% |
| Wanderlan Quaresma (PMDB)   | 15615 | Todos pelo Pará II PMDB / PT                                | 34.738 | 0,92% |
| Milton Campos (PSDB)        | 45155 | Pra frente Pará PSDB / PSD / PP / PTB                       | 34.370 | 0,91% |
| Antonio Tonheiro (PPL)      | 54444 | PDT, PPL, PTN e PSL PDT / PPL / PTN / PSL                   | 34.191 | 0,91% |
| Ozorio Juvenil (PMDB)       | 15177 | Todos pelo Pará II PMDB / PT                                | 34.055 | 0,91% |
| Luiz Afonso Sefer (PP)      | 11000 | Pra frente Pará PSDB / PSD / PP / PTB                       | 33.651 | 0,90% |
| Antônio Scaff (PMDB)        | 15500 | Todos pelo Pará II PMDB / PT                                | 33.646 | 0,90% |
| Olival Marques (PSC)        | 20123 | PSC                                                         | 32.956 | 0,88% |
| Dirceu Ten Caten (PT)       | 13133 | Todos pelo Pará II PMDB / PT                                | 32.930 | 0,88% |
| Airton Faleiro (PT)         | 13500 | Todos pelo Pará II PMDB / PT                                | 32.827 | 0,87% |
| Tércio Nogueira (PROS)      | 90901 | União pelo povo do Pará PR / PROS / PHS                     | 32.016 | 0,85% |
| Francisco Melo Filho (PMDB) | 15555 | Todos pelo Pará II PMDB / PT                                | 31.296 | 0,83% |
| Haroldo Martins (DEM)       | 25456 | DEM                                                         | 31.004 | 0,83% |
| Iran Lima (PMDB)            | 15678 | Todos pelo Pará II PMDB / PT                                | 30.534 | 0,81% |
| Eraldo Pimenta (PMDB)       | 15000 | Todos pelo Pará II PMDB / PT                                | 30.089 | 0,80% |
| Eliel Faustino (SD)         | 77777 | A força da nossa gente II PRB / SD / PEN / PRP / PMN / PSDC | 30.024 | 0,80% |
| Rui Begot (PR)              | 22111 | União pelo povo do Pará PR / PROS / PHS                     | 25.330 | 0,67% |
| Miro Sanova (PDT)           | 12345 | PDT, PPL, PTN e PSL PDT / PPL / PTN / PSL                   | 24.374 | 0,65% |
| Lélio Costa (PCdoB)         | 65100 | PCdoB                                                       | 16.043 | 0,43% |
| Jaques Neves (PSC)          | 20777 | PSC                                                         | 12.952 | 0,34% |

Obs.: A tabela acima mostra somente os deputados federais eleitos.